# ハサン2世トロフィー
ハサン2世トロフィー（Tournoi Hassan II de football）は、ハサン2世の名を冠したモロッコサッカー連盟主催のサッカー国際大会。ホスト国であるモロッコ代表のほか3チームをモロッコに招いてトーナメント形式で行われる。現在までに3度（1996年、1998年、2000年）行われた。
同題名のゴルフトーナメントとの区分けのために「ハサン2世サッカー・トロフィー」「ハサン2世国王杯」と呼ばれる場合もある。

## 優勝国
| 開催年 | 優勝国         | 準優勝国         |
| ------ | -------------- | ---------------- |
| 1996   | クロアチア代表 | チェコ代表       |
| 1998   | フランス代表   | イングランド代表 |
| 2000   | フランス代表   | モロッコ代表     |

## 1996年大会

### 参加国
- モロッコ代表
- クロアチア代表
- ナイジェリア代表
- チェコ代表

## 1998年大会

### 参加国
- モロッコ代表
- フランス代表
- イングランド代表
- ベルギー代表

## 2000年大会

### 参加国
- モロッコ代表
- フランス代表
- 日本代表
- ジャマイカ代表